# Људевит Посавски
Људевит Посавски (лат. Liudewitus) је био словенски кнез Доње Паноније (лат. dux Pannoniae inferioris), од око 810. до 823. године. Његова држава је обухватала области око река Купе, Саве и Драве, са престоницом у граду Сиску. Предводио је велики устанак Словена против франачке власти. Током 822. године, краће време је држао власт и над једним делом Срба. Одржавао је савезничке везе са Карантанцима и Тимочанима.

## Побуна против Франака
Људевит је подигао устанак против својих франачких господара 819, након што је озбиљно оптужен од стране франачког двора. Цар Лудвиг Побожни (814-840) је послао маркгрофа Кадолаха од Фурланије (800-819) да угуши побуну. Франачке пограничне трупе предвођене Кадолахом су опустошиле земљу и мучиле становништво, највише децу.
Године 818, Људевит је послао своје изасланике цару Лудвигу у Херистал. Они су описали ужасе које су учинили Кадолах и његови људи у Панонији, али је краљ Франака одбио да успостави мир.
Пошто су Панонци скупили војску, Франци предвођени Кадолахом су се вратили 819. Али франачке снаге су ускоро поражене; сам Кадолах се морао повући у своју домовину Фурланију, где је убрзо умро од грознице.
На сабору у Ингелхајму, јула 819, Људевитови изасланици су понудили услове за мир, али је цар Лудвиг одбио, тражећи још уступака од Људевита. Услови који су понудили словенски изасланици нису очувани, али је највероватније да су изасланици словенски тражили ограничење франачке самовоље и већу власт домаћих вођа. Због овога је Људевит почео да скупља савезнике за свој план. Његов традиционални савезник је био далматински кнез Борна (првобитно кнез Тимочана); међутим, франачки владар је обећао Борни да ће га учинити кнезом Паноније ако помогне Францима да угуше Људевитову побуну, тако да је Борна то прихватио. Људевит је нашао савезнике у Карантанцима, који су, као суседи Фурланије, били исто угрожени као и Панонци. Словени око долине реке Тимок, Тимочани, су се им се такође придружили, јер су они били угрожени од суседних Бугара.
Франци су у јесен послали велику војску коју је предводио нови маркгроф Фурланије, Балдерик, док је Људевит још увек скупљао карантаске војнике дуж Драве. Франачке снаге су биле бројчано надмоћније па су потиснуле Људевита и његове људе преко Драве из Карантаније. Људевит је морао да се повуче у централне делове своје државе. Балдерик није журио да јури Људевита, пошто је морао да умири Словенце. Кнез Борна је кренуо са Људевитовим тастом Драгомужом са југозапада. На врхунцу битке на Купи, Гачани су напустили Борну и прешли на Људевитову страну. Драгомуж је погинуо у бици, док је Борна побегао са бојишта уз помоћ својих стражара.
Људевит је искористио прилику и провалио у Далмацију у децембру. Његове снаге су опустошиле Далмацију. Борна је био превише слаб, па су се Далматинци бранили користећи герилску тактику и чарке да би изморили панонске војнике. Јака зима је стигла у брдска подручја, па се Људевит морао повући. Према Борниним извештајима које је поднео франачком цару, Људевит је претрпео тешке губитке: 3.000 војника, више од 300 коња и много хране.

## Наставак рата
Јануара 820, Борна је направио савез са франачким царем у Ахену. План је био да се уништи Људевитова држава здруженим нападом са три стране. Чим се зима повукла, огромна франачка војска се скупила у Италији, источној Франачкој, Баварској, Саксонији и Алеманији која ће истовремено напасти Људевитову земљу у пролеће. Северна франачка група је кренула из Баварске кроз Панонију да би напала дуж реке Драве. Људевитове снаге су успешно зауставиле ову војску. Јужна група је кренула преко Норијских Алпа, користећи пут од Аквилеја до Љубљане. Људевит је опет био успешан, пошто их је зауставио пре него што су прешли Алпе. Централна група је кренула из Тирола према Карантанији. Људевит је три пута покушао да заустави њено напредовање, али су сваки пут Франци победили, користећи бројчану надмоћ. Када је ова војска стигла до Драве, Људевит се повукао у центар своје државе.
Франци су отворили пут за јужну и северну војску, па су покренули општу инвазију. Људевит је закључио да ће сав отпор бити узалудан, па се повукао у упориште које је направио на врху брда које је било добро утврђено, док су се његов народ склонио по шумама и мочварама. Људевит није преговарао са Францима, међутим, Франци су се на крају повукли из његове земље, пошто је њихове редове проредила зараза коју је покупила северна војска током марша уз Драву. Словенци из Карантанији и Крањске су признали фурланијског маркгрофа Балдерика за свог господара, док су неки остали верни Људевиту. Кнез Борна је умро 821, а наследио га је Људевитов нећак Владислав. Цар Лудвиг га је признао за кнеза Далмације и Либурније фебруара 821. на сабору у Ахену.
Цар је на овом сабору опет разговарао о ратним плановима против Људевита. Франци су одлучили да поново нападну Људевита са три стране. Људевит је схватио да очигледно не може да се бори са Францима на отвореном бојишту, па је почео да гради велика утврђења. Помогао му је венецијански старешина Фортунат, који му је послао архитекте и зидаре из Италије. Током последње и финалне франачке инвазије 822, Фортунат је пребегао у Задар, на византијску територију. Из ове везе дало би се, можда, закључивати, да је у овом Људевитовом отпору било можда и нешто византијских сугестија.

## Бекство Србима
Исте године, Људевит је из своје престонице Сиска пребегао Србима, за које франачки анали казују да су „народ који држи велики део Далмације“ (Sorabos, quae natio magnam Dalmatiae partem obtinere dicitur). То је први помен термина Срби у историји. Део „Далмације“, у коју је Људевит побегао, била је данашња Босна. Неки историчари тврде да је место у које је Људевит побегао био Срб на ушћу Уне, док други оспоравају ово. Други низ историчара негира могућност да је Људевит уопште пребегао Србима - већ да је жупан којег је убио био локални племић - иако је све ово текућа контроверза. Људевит је био лепо дочекан на двору локалног српског жупана, али га је он преварио, убио га и преузео власт. Неки верују да је српски жупан био савезник Франака и да је Људевит веровао да ће га издати. Људевит је убрзо послао изасланике на франачки двор, изјавивши да је спреман да призна франачког цара Лудвига Побожног за врховног владара.
Људевитова владавина није била добро прихваћена међу Србима, па је он побегао у Борнину државу, где је убијен 823.

## Извори и литература